# 경찰물
경찰물(警察物)은 추리물의 한 형태이며, 경찰 또는 형사, 경찰 기구가 사건 · 범죄에 대한 수사 활동을 축으로 전개하는 장르이다.
경찰물은 경찰, 경찰 수사관 또는 법 집행 기관의 수사 절차를 주인공으로 강조하는 절차 드라마 및 탐정 소설의 하위 장르이다. 경찰물을 정의하는 요소는 법의학, 부검, 증거 수집, 수색 영장, 심문 및 법적 제한 및 절차 준수와 같은 경찰 관련 주제를 포함하여 법 집행 및 절차를 정확하게 묘사하려는 시도이다.
많은 경찰물은 범죄가 서사의 절정에서 해결될 때까지 범죄자의 신원을 숨기는 반면 다른 것들은 서사 초반에 가해자의 신원을 청중에게 드러내 반전된 탐정 이야기를 만든다.
경찰물 장르는 치안과 범죄에 대한 부정확한 묘사, 인종차별과 성차별에 대한 묘사, 장르가 "코파간다"(Copaganda)라는 주장 또는 경찰을 "좋은 사람"으로 일방적으로 묘사한다는 비판에 직면해 있다.

## 같이 보기
- 범죄물
- 법적간주